# Critério de informação Hannan–Quinn
Em estatística, o critério de informação de Hannan-Quinn (HQC) é um critério para a seleção de um modelo. É uma alternativa ao critério de informação de Akaike (AIC) e ao critério de informação bayesiano (BIC). É administrado na forma:
{\displaystyle \mathrm {HQC} =n\log \left({\mathrm {RSS}  \over n}\right)+2k\log \log n,\ }
onde k é o número de parâmetros, n é o número de observações, e RSS é a soma residual de quadrados que resulta de uma regressão linear ou de outro modelo estatístico.